# Пекло нижче нуля
«Пекло нижче нуля» (англ. Hell Below Zero) — детектив 1954 року, знятий за технологією техніколор, з Аланом Леддом у головній ролі. Це його другий фільм для Warwick Films.
Режисер Марк Робсон зняв стрічку за сценарієм Алека Коппели та Макса Трелли. Сценарій був створений за мотивами роману «Білий південь» Гаммонда Іннеса, він містить цікаві кадри китобійних флотів у дії.

## Сюжет
Сюжет обертається навколо загибелі капітана Нордала, на рибоконсервній плавучій базі в антарктичних водах, який зник за бортом при таємничих обставинах. Капітан Нордал — співробітник норвезької китобійної компанії «Бленд-Нордал».
Данкан Крейг (Алан Ледд), американець, зустрічає Джуді Нордал (Джоан Тецел), дочку капітана, на шляху до Південної Африки, куди він їде, щоб звести рахунки з бізнес-партнером, який його обдурив. Маючи трохи грошей і бажання знову побачити Джуді, Крейг записується в помічники на корабель, який везе Джуді в Антарктиду.
Після прибуття у води Антарктики Крейг знаходить підозрілі докази, які, здається, змушують нового капітана судна Еріка Бленда (Стенлі Бейкер) вступити в змову. За цим відбувається ще одне вбивство, фільм завершується драматичним викриттям на кризі.

## У ролях
| Актор          | Роль           |
| -------------- | -------------- |
| Алан Ледд      | Данкан Крейг   |
| Джоан Тацел    | Джуді Нордал   |
| Бейзіл Сідні   | Бленд          |
| Стенлі Бейкер  | Ерік Бленд     |
| Джозеф Томелті | капітан Мак-Фі |
| Джилл Беннетт  | Герда Петерсен |
| Пітер Дінелі   | Міллер         |
| Сюзан Рейн     | Кейтлін        |
| Філо Гаузер    | Сендеборг      |
| Айван Крейг    | Ларсен         |
| Пол Гомер      | Кіста Ден      |
| Едвард Гардвік | Ульвік         |
| Джон Вітті     | Мартенс        |
| Брендон Тумей  | Крістіансен    |

## Виробництво
Фільм був частиною угоди Ледда на два фільми, яку він уклав з Warwick Films, він вийшов після «Червоного берета». Ледду виплатили 200 000 доларів на рівні 10 % прибутку.
Під час виробництва він був знаний як «Білий південь» і «Біла мантія».
Фільм містить кадри, зняті в водах Антарктики. Понад три місяці Альберт Брокколі супроводжував другу знімальну групу.
Знімання відбувалось у Pinewood Studios.
Режисер Марк Робсон хотів, щоб Юджин Паллетт зіграв роль, але актор була незадоволений розміром ролі у сценарії.